# Шопеновский фортепианный фестиваль в Приштине
Шопеновский фортепианный фестиваль в Приштине был впервые организован в столице Республики Косово Косовской шопеновской ассоциацией в 2010 году, будучи приуроченным к 200-летию со дня рождения композитора Фредерика Шопена.

## Создание и успех
Фестиваль стал результатом совместных усилий Лейлы Пула-Хаджиу, художественного руководителя фестиваля, и Бесы Лужи, генерального секретаря и руководителя фестиваля. Первоначально предполагалось что он пройдет только один раз, будучи приуроченным к празднованию 200-летия со дня рождения Шопена. Он имел большой успех и был высоко оценён косовской публикой, в итоге было решено организовывать его регулярно. Ставший таким образом традиционным фортепианный фестиваль проводится весной каждого года.
В рамках фестиваля выступали всемирно известных пианисты, таких как Питер Донохоу и Янина Фиалковска, в том числе и косовские классические музыканты, такие как Ардита Статовци и Альберта Трони, а также местные таланты. Фестиваль прошёл успешный путь других известных музыкальных фестивалей в Косово, таких как Камерфест, Дамфест и Ремусица.

## Организация
Поскольку в Косово нет оперного театра, фестиваль проводится в таких местах, как Красный зал (алб. Salla e Kuqe) или зал отеля «Swiss Diamond». Фестиваль сталкивается с серьёзными проблемами из-за того, что не может найти постоянного места проведения. Обычно в рамках фестиваля проходят 2-3 концерта в неделю, кульминацией которых является заключительный вечер, который всегда организуется в сотрудничестве с Косовской филармонией. На нём неизменно совместно выступает местный косовский пианист и иностранный, это выступление символизирует мост между местной и мировой музыкой, который среди прочего может способствовать и признанию Косово во всём мире. Хотя фестиваль носит имя Шопена, он не ограничивается исполнением только его произведений, на нём можно услышать шедевры всех музыкальных эпох, от классики до современности. Число зрителей фестиваля постоянно растёт.
Фестиваль стремится продвигать музыку, написанную местными композиторами и музыкантами. Пианистов, приглашаемых на фестиваль, просят исполнять произведения, написанные косовскими музыкантами, на что иностранные пианисты не всегда соглашаются.
В рамках фестиваля его организаторы пытаются продвигать местные молодые таланты на специальном подиуме. Пианисты из местной музыкальной школы "Пренк Якова" и студенты, получающие музыкальные специальности в Приштинском университете, проходят тщательный отбор для выступления на одном из вечеров фестиваля. Эта традиция призвана стимулировать местных музыкантов и способствовать развитию музыкального образования в стране, которое всё ещё находится в плачевном состоянии.

## Спонсоры
Будучи некоммерческим фестиваль полностью полагается на финансовую помощь местных предприятий и правительственный учреждений. Даже получая её, организаторы фестиваля сталкиваются с проблемами, связанными с финансами, и ожидают увеличения государственной поддержки.